# Штример, Александр Яковлевич
Александр Яковлевич Штример  (8 ноября 1888 года, Ростов-на-Дону — 15 июля 1961 года, Ленинград) — виолончелист, педагог, с 1926 года — профессор Ленинградской консерватории. Заслуженный деятель искусств РСФСР (1938).

## Биография
Родился 8 ноября 1888 года в Ростове-на-Дону в семье управляющего городской аптекой Якова Осиповича Штримера.
В 1912 году окончил юридический факультет Петербургского университета.
Желая получить музыкальное образование, в 1911—1916 годах учился в Петербургской консерватории (педагог Л. Аббиате). Одновременно посещал класс квартета Л. Ауэра и класс ансамбля Ф. М. Блуменфельда. В классе ансамбля Ф. М. Блуменфельда вместе с Л. С. Бендицким, П. И. Стасевичем и И. С. Юровецким в 1914 году исполнил квартет соль минор Брамса для фортепиано, скрипки, альта и виолончели.
В 1915—1917 годах играл в Квартете им. А. С. Ауэра. С 1918 по 1923 год вместе с женой, пианисткой Анной Михайловной Штример (урожденной Берлин, 1889—1969) преподавал в Ростове-на-Дону на струнном отделении консерватории Русского музыкального общества.
С 1924 года и до конца жизни вместе с женой работал в Ленинградской консерватории. В 1926 году получил должность профессора — заведующего кафедрой виолончели и квартета. Внёс вклад в создание советской виолончельной школы, его учениками были отец и сын Шафраны, Э. Г. Фишман, А. А. Лазько, Ю. А. Фалик, Б. Н. Бурлаков, Г. С. Михалев.
Штример много концертировал с женой. В Москве солировал в симфоническом оркестре без дирижера «Персимфанс», играл в квартетах и трио с Д. З. Карпиловским, Г. Г. Нейгаузом, П. Коханьским, А. В. Зейлигером, Ю. И. Эйдлиным и другими выдающимися музыкантами. Был первым в России исполнителем произведений для виолончели М. Регера, П. Хиндемита, Э. Веллеса, А. Н. Черепнина. Штримеру посвятили свои произведения композиторы М. Ф. Гнесин, Б. С. Майзель, Б. Л. Клюзнер, Х. С. Кушнарев, М. О. Штейнберг, Ю. В. Кочуров.
Заслуги Штримера были отмечены званием заслуженного деятеля искусств РСФСР (1938).
Под редакцией Штримера изданы произведения для виолончели, он является автором переложений для виолончели, в том числе известного «Полёта шмеля» Н. А. Римского-Корсакова.

## Награды и звания
Заслуженный деятель искусств РСФСР (21.02.1938).